# كيث تشادويك
كيث تشادويك (بالإنجليزية: Keith Chadwick)‏ (10 مارس 1953 في المملكة المتحدة - ) هو مدرب كرة قدم ولاعب كرة قدم بريطاني في مركز الوسط. لعب مع بورت فايل ونادي كرو ألكساندرا وNantwich Town F.C. ‏.